# Alium
Alium è il terzo album del gruppo inglese Submotion Orchestra, pubblicato dalla Counter Records (etichetta della Ninja Tune) nel 2014.

## Tracce
Compact disc
1. Awakening – 3:19
2. Time Will Wait – 5:11
3. City Lights – 4:27
4. Victim Of Order – 5:47
5. Chrome Units – 3:56
6. Rust – 5:39
7. Life After – 4:49
8. The Hounds – 5:37
9. Trust / Lust – 4:26
10. Swan Song – 4:41
11. Bring Back The Wolf – 3:42
12. Worries – 6:03

Durata totale: 57:37

## Formazione
- Ruby Wood: voce
- Dom 'Ruckspin' Howard: produttore
- Tommy Evans: percussioni
- Taz Modi: tastiere
- Simon Beddoe: tromba
- Danny Templeman: percussioni
- Chris 'Fatty' Hargreaves: basso